# Myelosperma alata
Myelosperma alata är en svampart som beskrevs av K.D. Hyde & S.W. Wong 1999. Myelosperma alata ingår i släktet Myelosperma och familjen Myelospermataceae.   Inga underarter finns listade i Catalogue of Life.